# Secrétage
Le secrétage est le traitement de poils, crins ou cheveux par une solution acide à base de nitrate de mercure afin de leur conférer les propriétés requises pour la confections de feutres.